# Lucretia Mottová

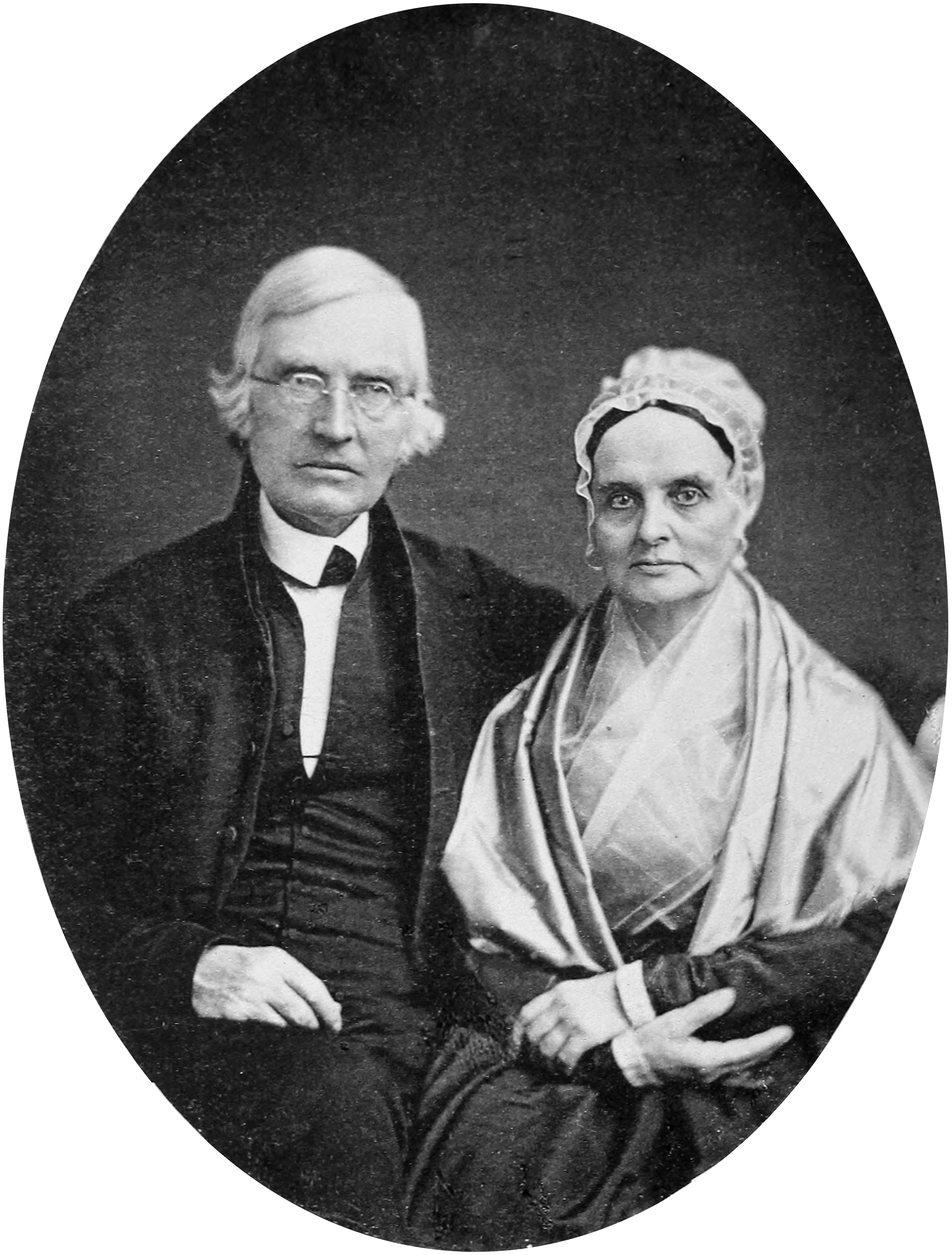
James a Lucretia Mottovi, 1842

Lucretia Mottová (nepřechýleně Lucretia Mott, rozená Coffin; 3. ledna 1793 Nantucket – 11. listopadu 1880 La Mott, Cheltenham) byla americká kvakerka, abolicionistka, bojovnice za ženská práva a sociální reformátorka. Během shromáždění v Seneca Falls pomohla sepsat Deklaraci práv a postojů.

## Životopis
Narodila se jako Lucretia Coffinová v Nantucket v Massachusetts, jako druhé dítě z osmi. Jejími rodiči byli Thomas Coffin a Anna Folgerová; z matčiny strany byla potomkem Petera Foulgera a Mary Morrillové a byla tak spřízněna s Benjaminem Franklinem.
Ve třinácti letech začala chodit do kvakerské školy Nine Partners School ve státě New York, kde po vystudování začala působit jako učitelka. O ženská práva se začala zajímat poté, co zjistila, že učitelé v této škole mají třikrát větší plat než učitelky. Sblížila se s kolegou Jamesem Mottem, kterého si roku 1811 vzala za manžela. Měli spolu 6 dětí (jedno zemřelo v dětském věku), které se postupně všechny zapojily do hnutí za zrušení otroctví a dalších sociálně reformních aktivit.

## Aktivismus
Rodina žila ve Filadelfii v Pensylvánii, státě, kde žil velký počet kvakerů. Podobně jako mnoho z nich, Mottovi kupovali a konzumovali jen „svobodné zboží“, tzn. že bojkotovali zboží vyrobené otroky (bavlněné látky, cukr z cukrové třtiny…). V roce 1821 se Mottová stala kvakerskou kazatelkou. V roce 1833 se její manžel stal jedním ze zakladatelů Americké protiotrokářské společnosti, nejsilnější celoamerické organizace v boji proti otroctví v 19. století.
Roku 1840 byla Mottová delegována jako jedna z šesti Američanek na Celosvětový protiotrokářský sjezd, který se konal v Londýně. Ženské delegátky však byly vyloučeny z jednání sjezdu, jednak proto, že v té době ženám nepříslušelo veřejně vystupovat, jednak proto, že sjezd nechtěl směšovat svou protiotrokářskou agendu s bojem za ženská práva. Americké delegátky se tedy sjezdu účastnily v odděleném prostoru, přičemž někteří jejich mužští kolegové včetně hlavy Americké protiotrokářské společnosti, Williama Lloyda Garrisona, seděli na protest proti diskriminaci žen odděleně s nimi.